# Estação Ipiranga (Metrorec)
A Estação Ipiranga é uma estação de metrô do Metrô do Recife, ela é a 4ª estação mais próxima do centro da capital. O movimento da estação é relativamente baixo, pois não possui terminal rodoviário, a estação é mais utilizada para quem segue destino para quem usa a Linha Centro. Ela também é  utilizada para quem mora aos arredores da estação para quem usa o metrô ou quer ir para estações que possuem algum terminal rodoviário.